# Parornix concussa
Parornix concussa là một loài bướm đêm thuộc họ Gracillariidae. Nó được tìm thấy ở Ấn Độ (Jammu và Kashmir).